# Adam Smith-Neale
Adam Smith-Neale (Coventry, 29 oktober 1993) is een Engelse darter die uitkomt voor de PDC. Van 2018 tot 2020 speelde Smith-Neale voor de BDO, maar stapte vervolgens over naar de PDC.

## Carrière
Smith-Neale begon in de PDC op 17-jarige leeftijd in 2011 toen hij meedeed aan de Wereldkampioenschappen Jeugd en in de laatste 64 verloor van Lewis Venes. De daaropvolgende januari ging Smith-Neale naar Q-School en nadat hij alle vier de dagen de laatste 16 had gehaald, kreeg hij een tweejarige Tourkaart om de Pro Tour te spelen. Gedurende die twee jaar verdeelde Smith-Neale zijn tijd tussen het spelen op de hoofdtour en de jeugdtour. In de hoofdtour slaagde hij er niet in om indruk te maken en haalde hij slechts één tv-major, namelijk de UK Open 2012, waar hij de laatste 96 haalde. Tijdens de jeugdtour had Smith-Neale echter veel meer succes, waar hij erin slaagde om het seizoen 2011 als negende te eindigen in de ranglijst, wat hem kwalificeerde voor het PDC Wereldkampioenschap Jeugd 2012, waar hij opnieuw uitging in de laatste 64.
In 2012 won Smith-Neale zijn eerste PDC-toernooi toen hij evenement 7 van de jeugdtour won en het seizoen als veertiende eindigde tijdens de kwalificatie voor het PDC Wereldkampioenschap Jeugd 2013, waar hij in de eerste ronde verloor.
Nadat hij eind 2012 niet in de top 64 van de PDC Order of Merit stond, verloor Smith-Neale zijn Tourkaart en ging hij weer naar Q-School. Hij slaagde er niet in om een Tourkaart te bemachtigen in 2013, 2014, 2015 en 2017, maar bleef gedurende die tijd spelen in de Challenge Tour en Development Tour.
Nadat hij aan het begin van het seizoen 2018 geen Tourkaart wist te behalen, begon Smith-Neale in meer BDO-evenementen te spelen waardoor hij zich kwalificeerde voor de BDO World Masters. Omdat hij geen reekshoofd was, moest hij het toernooi in de eerste ronde starten, maar Smith-Neale won door de eerste zes rondes op de vloer om de finale te bereiken. Hij versloeg Aaron Turner met 3-1 in de laatste 48, Daniel Day met 3-0 in de laatste 32, Mark McGeeney met 3-2 in de laatste 16, Wayne Warren met 4-1 in de kwartfinales, Jim Williams met 5-3 in de halve finale en BDO nummer 1 Glen Durrant met 6-4 in de finale. Het winnen van de World Masters betekende dat Smith-Neale zich kwalificeerde voor het BDO World Darts Championship 2019 en de Grand Slam of Darts 2018.
Voorafgaand aan het BDO World Darts Championship 2019 liep Smith-Neale een beenbreuk op bij een val tijdens een toernooi in Italië, waarbij Smith-Neale nadien toegaf dat hij dronken was. Hij slaagde erin zijn voorrondewedstrijd te spelen, maar deed dat op krukken, zowel tijdens zijn walk-on als tijdens het gooien van zijn darts. Hij werd met 3-0 verslagen door de Nieuw-Zeelander Mark McGrath.
Hij herwon zijn PDC Tourkaart in 2023 na Nick Kenny te verslaan in de finale op de laatste dag van Q-School 2023, en zal de seizoenen 2023 en 2024 op het PDC-circuit spelen.
In maart 2024 werd Smith-Neale met onmiddellijke ingang geschorst door de Darts Regulation Authority nadat er beelden werden verspreid waarop te zien was dat Smith-Neale zijn tegenstander een klap gaf na het verliezen van een wedstrijd op een lokaal toernooi in Engeland.

## Resultaten op Wereldkampioenschappen

### BDO
- 2019: Voorronde (verloren van Mark McGrath met 0-3)
- 2020: Laatste 32 (verloren van Paul Hogan met 0-3)